# Alejandro Mozas García
Alejandro Mozas García, kurz: Álex Mozas, (geboren am 24. August 1985 in Madrid) ist ein spanischer Handballtrainer.

## Vereinsmannschaften
Alejandro Mozas spielte in seiner Kindheit und Jugend selbst Handball am colegio La Sagrada Familia de Madrid. Im Alter von 14, 15 Jahren wurde er Trainer von Mannschaften im Nachwuchsbereich, er trainierte männliche und weibliche Teams in der Region Madrid.
Mozas führte im Jahr 2018 die Männer des BM Alcobendas zum Aufstieg in die Liga Asobal, Spaniens erster Liga, trat aber direkt nach der Aufstiegssaison vom Trainerposten dort zurück. Er wechselte 2018 zu Bathco BM Torrelavega, mit dem er zur Saison 2021/2022 ebenfalls den Aufstieg in die Liga Asobal schaffte. Im Februar 2023 verlängerte er seinen Vertrag mit Bathco bis 2025. Nach der Saison 2023/2024 der Liga Asobal verließ er den Verein aus Torrelavega vorzeitig und wechselte zum Ligakonkurrenten Bidasoa Irun.

## Auswahlmannschaften
Für die RFEBM, den Handballverband Spaniens, ist er als Co-Trainer der männlichen Nachwuchsmannschaften tätig. Bei der U-18-Europameisterschaft 2022 wurde er mit der Jugendauswahl Europameister. Er war auch Co-Trainer der Jugendauswahl bei der Weltmeisterschaft 2023, die Spaniens Auswahl die Weltmeisterschaft brachte.